# 파식대

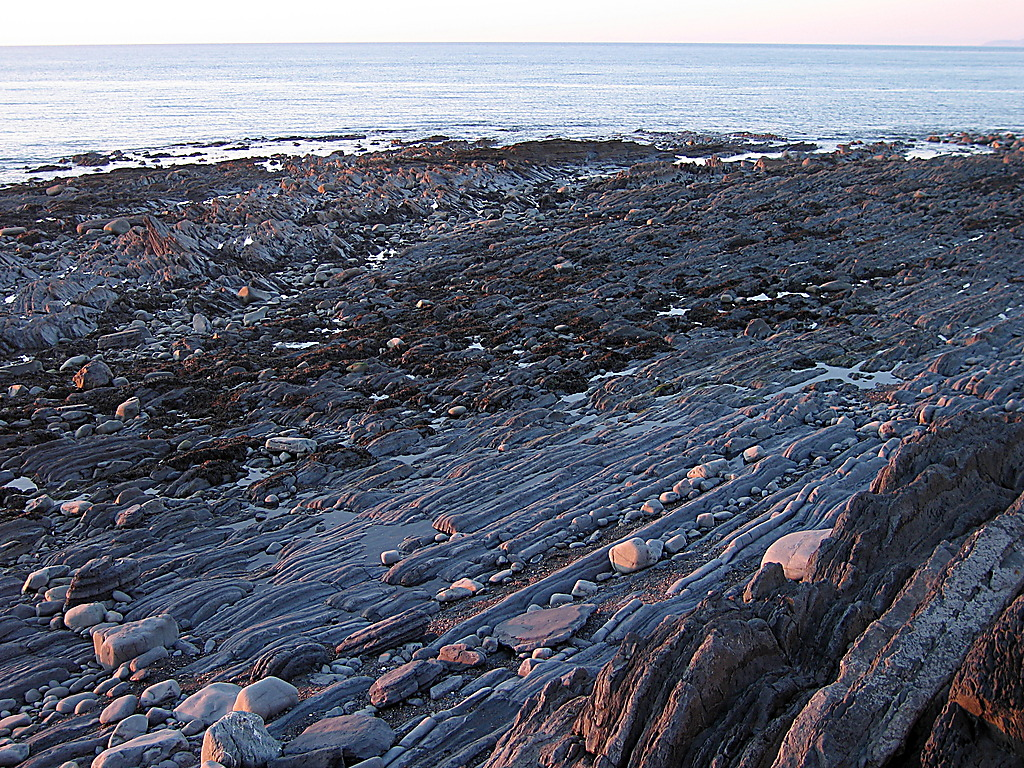
파식대

파식대(波蝕臺)는 암석해안에서 육지의 기반암이 파식을 받아 후퇴할 때, 해식애 밑에 형성되는 평평한 침식면이다. 파식대는 해식애의 기저부(맨 아래 바닥)에서 시작되어 저조위(썰물시 해수면) 밑으로 연장되며, 서해안처럼 조차가 큰 해안에서는 썰물 때 파식대가 전부 노출되는 것이 보통이다.
해식애면의 바다 쪽에서 일어나는 파랑의 마식과 굴식작용은 파식대라 불리는 넓은 침식 지형면을 만들며, 이러한 지형면은 대체로 해수면보다 약간 낮은 곳에 형성된다.

## 같이 보기
- 해변
- 단구